# Calcostibite
La calcostibite è un minerale.